# Zelovo (Muć)
Zelovo je naselje u općini Muć, u Splitsko-dalmatinskoj županiji. 

## Zemljopis
Naselje se nalazi sjeveroistočno od Gornjeg Muća.

## Povijest
Današnje naselje je u doba Mletačke Republike i Habsburške Monarhije bilo podijeljeno između Gornjeg Muća (crkva sv. Ane i zaselci Matende, Paštri, Pekići, Kuduzi, Suova, Kokani, Jeličići, Šunjići i Jelavići) i Sutine (crkva sv. Ilije i zaselci Beare i Škare), tj. bilo je iskazano kao dio tih naselja pod imenom Zelovo. Dio koji je pripadao Sutini je 1931. izdvojen u samostalno naselje pod imenom Zelovo Sutinsko, dok je nakon 1991. dio koji je pripadao Gornjem Muću pripojen Zelovu Sutinskom koje od tada nosi ime Zelovo.

## Stanovništvo
Do 1931. iskazivano kao dio naselja pod imenom Zelovo, a od 1948. do 1991. pod imenom Zelovo Sutinsko. U 1869. i 1921. podaci su sadržani u naselju Sutini. Nakon 1991. povećano za dio naselja Gornjeg Muća.
| broj stanovnika | 184   |       | 95    | 102   | 113   | 113   |       | 144   | 170   | 131   | 98    | 60    | 44    | 27    | 13    | 10    | 35    |
|                 | 1857. | 1869. | 1880. | 1890. | 1900. | 1910. | 1921. | 1931. | 1948. | 1953. | 1961. | 1971. | 1981. | 1991. | 2001. | 2011. | 2021. |